# Zygmunt Urbanyi
Zygmunt Gabriel Urbanyi (ur. 1 maja 1872 w Stanisławowie, zm. 3 maja 1937 w Bydgoszczy) – polski pedagog, skrzypek, dyrygent i kompozytor.

## Życiorys
Pochodził z węgierskiej rodziny szlacheckiej osiadłej w Galicji po upadku rewolucji węgierskiej w roku 1849.
Ukończył Seminarium Nauczycielskie w Stanisławowie (1887–1891) i Konserwatorium muzyczne w Pradze (1897–1900). W roku 1916 dodatkowo jeszcze kurs dyrygentury w Berlinie, gdzie uzyskał tytuł kapelmistrza teatralnego, operowego i wojskowego. W roku 1901 związał się też z 25 pułkiem piechoty austriackiej (Infanterie Regiment Nr. 25) stacjonującym wówczas w Raab na Węgrzech, gdzie przez rok był kapelmistrzem.
Uczył w Gródku na Huculszczyźnie, w Przemyślu, a następnie w Państwowym Seminarium Nauczycielskim Męskim w Stanisławowie (w latach 1902–1907), gdzie też debiutował jako kompozytor – wystawiając na deskach tamtejszego teatru miejskiego swój poemat symfoniczny – „Kościuszko”; następnie (od r. 1907) w Rzeszowie, gdzie m.in. prowadził chór Towarzystwa Muzycznego i Śpiewaczego „Lutnia”. Wystawił tam też kilka utworów scenicznych (zwłaszcza opery Moniuszki i operetki Offenbacha) i prowadził orkiestrę symfoniczną.
W okresie I wojny światowej przebywał w Zakopanem. Tam też skomponował cenioną „Kantatę na cześć obrońców Lwowa” (prawykonanie w r. 1915 w Zakopanem).
W 1920 roku za namową przyjaciela, krakowskiego muzyka Waleriana Stysia i ks. Jana Filipiaka, rektora Państwowego Katolickiego Seminarium Nauczycielskiego w Bydgoszczy, wyjechał na stałe do Bydgoszczy. Tutaj przez 17 lat pracował jako dyrygent i pedagog chórów i orkiestr, a także jako kompozytor i recenzent muzyczny. Mieszkał w gmachu Państwowego Seminarium Nauczycielskiego (w którym pracował jako dyrygent i pedagog, będąc wykładowcą muzyki i śpiewu oraz kierownikiem orkiestry i chóru). Od października 1920 r. wykładał teorię muzyki w Bydgoskim Konserwatorium Muzycznym Wilhelma von Winterfelda oraz w Szkole Muzycznej Leona Jaworskiego. Od 1922 r. działał także w Bydgoskim Towarzystwie Muzycznym.
Był kierownikiem artystycznym chórów bydgoskich oraz dyrygentem operetki w Teatrze Miejskim. Wraz z Adamem Grzymałą-Siedleckim publikował najcelniejsze recenzje z bydgoskich oper i poematów muzycznych wystawianych na deskach teatru. Współdziałał także z bydgoskimi i inowrocławskimi orkiestrami wojskowymi, dla których pisał marsze, m.in.: „Pochód kosynierów na Racławice” – kompozycja dla 16 Pułku Ułanów Wielkopolskich Pomorskiej Brygady Kawalerii. Napisany w 1923 r. marsz pt. „Z orłami w zawody” na orkiestrę symfoniczną i chór męski uzyskał I nagrodę na ogólnopolskim konkursie kompozytorskim Ministerstwa Spraw Wojskowych i stał się w okresie II Rzeczypospolitej hymnem polskich wojsk lotniczych.
Zapraszany był jako juror do konkursów chórów, „Świąt Pieśni” oraz przeglądów orkiestr wojskowych w Bydgoszczy. Współpracował jako recenzent muzyczny z „Dziennikiem Bydgoskim” oraz wygłaszał odczyty. Był odpowiedzialny za stronę artystyczną wszelkiego rodzaju uroczystości patriotycznych i koncertów, co świadczyło o uznaniu, jakim się cieszył w środowisku miasta.
Znał osobiście skrzypka Eugene Issaya oraz Ludomira Różyckiego, którego koncert fortepianowy wykonał po raz pierwszy w Bydgoszczy. Utrzymywał również kontakty z Karolem Szymanowskim – w okresie pisania przez niego w Bydgoszczy „Słopiewni” oraz z Feliksem Nowowiejskim. 
Skomponował m.in. opery „Konrad” (do libretta opartego na dramacie J. Słowackiego) i „Pan Tadeusz”, „Powitanie Bydgoszczy” (marsz na orkiestrę), cykl pieśni góralskich na chór, „Noc czerwcową” (pieśń solo do słów. Leopolda Staffa, III miejsce w konkursie BTM w r. 1929), „Boruta i Kusy” (balet). Wiele z jego utworów niestety zaginęło w czasie II wojny.  
Spoczywa na Cmentarzu Nowofarnym w Bydgoszczy.  

## Rodzina
Zygmunt Urbanyi był trzykrotnie żonaty. Jego synem z pierwszego małżeństwa był Zygfryd Maria Urbanyi. W 1930 r. ożenił się, po raz trzeci, z Jadwigą Stroińską, córką lekarza z Trzemeszna, nauczycielką muzyki i chórmistrzynią szkół bydgoskich. Z tego związku urodziło się dwoje dzieci: Zbigniew (1931-2004, dziennikarz sportowy, pisarz, żeglarz) oraz Zofia Urbanyi-Krasnodębska (primo voto Świrska, 1934-2023, profesor Akademii Muzycznej we Wrocławiu).